# The Ghost Inside
The Ghost Inside sono un gruppo musicale metalcore statunitense, formatosi nel 2004 a Los Angeles.

## Storia del gruppo
Il gruppo si formò con il nome iniziale A Dying Dream, realizzando l'EP Now or Never, pubblicato da prima dalla Frontline Records e successivamente dalla Mediaskare Records con dei contenuti bonus. Nel 2006 avvenne il cambio di nome in The Ghost Inside e due anni più tardi pubblicarono l'album di debutto Fury and the Fallen Ones, seguito nel 2010 da Returners.
Nel 2012 firmarono per la Epitaph Records, con la quale pubblicarono il terzo album Get What You Give nello stesso anno, dando una certa notorietà al gruppo e promosso da un tour internazionale. Anche il successivo Dear Youth, quarto album uscito nel 2014, ottenne un buon successo commerciale e riesce a classificarsi anche in paesi esterni agli Stati Uniti d'America.
Il 19 novembre 2015 il bus che trasporta i componenti della band Jonathan Vigil, Zach Johnson, Jim Riley e Andrew Tkaczyk viene coinvolto in un violento incidente stradale con un autoarticolato nel quale muoiono entrambi i conducenti delle due vetture. Vigil, Johnson e Tkaczyk vengono ricoverati in condizioni critiche: mentre Vigil ha dovuto imparare di nuovo a camminare per le numerose contusioni e ferite, Riley ha perso alcune dita e Tkacyz ha dovuto affrontare un coma durato dieci giorni e l'amputazione di una gamba, oltre a numerose fratture. Nel marzo 2016 tutti i membri confermano la loro volontà di continuare a suonare insieme e aggiungono alla propria formazione ufficiale il chitarrista Chris Davis, precedentemente turnista per la band nel corso del 2015.
Il gruppo si è esibito ufficialmente dal vivo per la prima volta dall'incidente il 13 luglio 2019 al The Shrine di Los Angeles, registrando il tutto esaurito.

## Formazione
Attuale
- Jonathan Vigil – voce (2004-presente)
- Zach Johnson – chitarra solista (2008-presente)
- Jim Riley – basso, voce secondaria (2009-2020, 2020-presente)
- Andrew Tkaczyk – batteria, percussioni (2011-presente)
- Chris Davis – chitarra ritmica (2016-presente)

Ex componenti
- Ryan Romero – chitarra solista (2004-2006)
- Josh Navarro – chitarra ritmica (2004-2006)
- Tyler Watamanuk – basso (2004-2006)
- Anthony Rivera – batteria, percussioni (2004-2006)
- Soyer Cole – chitarra ritmica (2006-2008)
- Tyler Watamanuk – basso (2006-2008)
- Garrett Harer – basso (2008-2009)
- KC Stockbridge – batteria, percussioni (2006-2011)
- Aaron Brooks – chitarra solista, voce secondaria (2004-2015)

## Discografia

### Album in studio
- 2008 – Fury and the Fallen Ones
- 2010 – Returners
- 2012 – Get What You Give
- 2014 – Dear Youth
- 2020 – The Ghost Inside
- 2024 – Searching for Solace

### EP
- 2005 – Now or Never